# Cyrtochilum angustatum
Cyrtochilum angustatum là một loài thực vật có hoa trong họ Lan. Loài này được (Lindl.) Dalström mô tả khoa học đầu tiên năm 2001.

## Hình ảnh

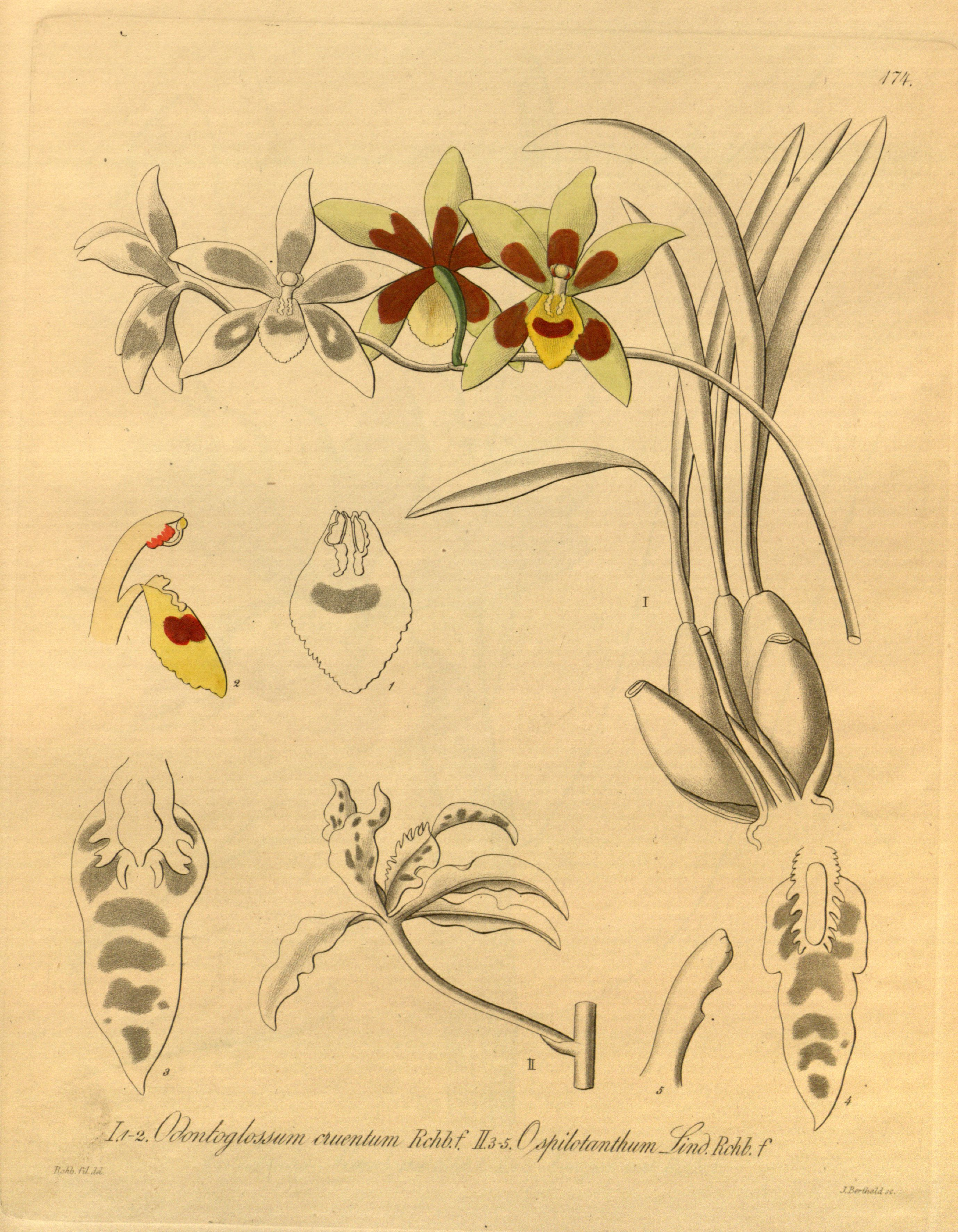